# Calgary Shepard
Circonscription électorale fédérale du Canada
Calgary Shepard est une circonscription électorale fédérale canadienne de l'Alberta. Elle se situe dans la partie sud-est de la ville de Calgary.

## Géographie
La circonscription de Calgary Shepard comprend la partie de la ville de Calgary décrite comme suit : 
- commençant à l'intersection de la limite est de ladite ville avec Glenmore Trail SE; de là vers l'ouest suivant Glenmore Trail SE jusqu'à la 52e Rue SE; de là vers le sud suivant ladite rue jusqu'à la 130e Avenue SE; de là vers l'ouest suivant ladite avenue et la limite nord du district communautaire de McKenzie Lake jusqu'à la rive est de la rivière Bow; de là généralement vers le sud suivant ladite rive jusqu'à la limite sud de ladite ville; de là généralement vers l'est, généralement vers le nord et l'ouest suivant les limites sud et est de ladite ville jusqu'au point de départ.

Les circonscriptions limitrophes sont :
- au nord-ouest : Calgary-Est
- ao nord-est et à l'est : Bow River
- au sud : Foothills
- à l'ouest : Calgary Midnapore.

## Historique
La circonscription de Calgary Shepard est créée lors du redécoupage électoral de 2012 et représentée pour la première fois lors des élections générales de 2015.
Lors du redécoupage électoral de 2022-2023, la circonscription perd la partie nord de son territoire au profit de la nouvelle circonscription de Calgary-Est. La population est alors estimée à 115 093 habitants.

## Députés
| Législature                                             | Années        | Député    | Parti | Parti        |
| ------------------------------------------------------- | ------------- | --------- | ----- | ------------ |
| Calgary Shepard issue de Calgary-Est et Calgary-Sud-Est |               |           |       |              |
| 42e                                                     | 2015–2019     | Tom Kmiec |       | Conservateur |
| 43e                                                     | 2019–2021     | Tom Kmiec |       | Conservateur |
| 44e                                                     | 2021–en cours | Tom Kmiec |       | Conservateur |